# Invermark Castle
Invermark Castle ist die Ruine eines Wohnturms mit rechteckigem Grundriss beim Dorf Auchronie am Ostufer des Loch Lee in der schottischen Council Area Angus. Das Gebäude aus dem 16. Jahrhundert liegt in der Nähe des Talschlusses des North Esk.

## Geschichte
Die heutige Burg befindet sich an der Stelle einer Burg aus dem 14. Jahrhundert. Die Burg gehörte dem Clan Lindsay aus Crawford. Sie diente der Kontrolle der Plünderer aus den Highlands. Hier starb David Lindsay, 9. Earl of Crawford, 1558. Die heutige Burg wurde im 16. Jahrhundert erbaut und Anfang des 17. Jahrhunderts aufgestockt. 1803 wurde Invermark Castle aufgegeben.

## Beschreibung
Die Burg aus dem 16. Jahrhundert war ein dreistöckiges Gebäude mit einer von Konsolen unterstützten Brüstung und einem Brüstungsumgang. Im 17. Jahrhundert wurden ein weiteres Stockwerk und ein Dachgeschoss aufgebaut und ein zweistöckiger Eckturm angebaut. Die Mauern der Burg haben gerundete Ecken. Zwei massive Kaminköpfe besitzen Öffnungen, um das Dachgeschoss zu belichten.
Der Eingang auf Höhe des 1. Obergeschosses war über eine bewegliche Holzbrücke oder -treppe erreichbar. Der Eingang mit Rundbogen, der auch heute noch mit einem eisernen Gittertor versehen ist, führte zum Rittersaal, an den ein kleiner Raum angebaut ist. Eine Wendeltreppe war der einzige Zugang zu den gewölbten Räumen des Erdgeschosses. Eine gerade Treppe mit Podest, die zu den oberen, ebenfalls unterteilten Stockwerken führte, existiert nicht mehr.
Der Eingang zur Burg ist verschlossen und liegt hoch über dem Geländeniveau, sodass das Innere für Besucher praktisch nicht zugänglich ist.
Es gibt Fundamente von Nebengebäuden östlich und südlich des Wohnturms. Baumaterialien, die bekanntermaßen vom Gelände gestohlen wurden, stammen wohl von hier.
Invermark Castle ist als Scheduled Monument geschützt.